# روسکووک
روسکووک (به لاتین: Roskovec) یک شهر در آلبانی است که در Roskovec واقع شده‌است.